# Belau rekid
Belau rekid (Nederlands: Ons Palau) is het nationale volkslied van Palau. Het werd officieel ingevoerd in 1980.
De muziek werd bedacht door Ymesei O. Ezekiel. Hij stelde de tekst op samen met verschillende schrijvers.

## De tekst
Belau loba klisiich er a kelulul,
El dimla ngarngii ra rechuodelmei
Meng mengel uoluu er a chimol beluu,
El ngar cheungel a rirch lomke sang.
Bo dole ketek a kerruul er a belluad,
Lolab a blakelreng ma duchelreng.
Belau a chotil a klengar re kid,
Mebo dorurtabedul msa klisichel.
Bod kai ue reke dchim lokiu a reng,
E dongedmokel ra dimla koted.
Lomcheliu a rengrdel ma klebkellel,
Lokiu a budch ma beltikelreng.
Dios mo mek ngel tengat ra Be lumam,
El dimla dikesam ra rechuodelmei,
Beskemam a klisicham ma llemeltam,
Lorrurt a klungiolam elmo ch'rechar.